# SN 1968X
SN 1968X – niepotwierdzona supernowa odkryta 27 listopada 1968 roku w galaktyce NGC 4939. W momencie odkrycia miała maksymalną jasność 16,00m.